# 池田方智
池田 方智（いけだ かたとも）は、江戸時代後期の岡山藩の家老、備前国建部領主。建部池田家（森寺池田家）11代当主。

## 家系
建部池田家（森寺池田家）は池田恒興の育ての親の森寺秀勝に始まる家で、恒興の三男池田長吉の三男長政が実兄の3代森寺長貞の養子となって池田氏を称し、備前建部1万4000石（6代宗春以降は1万石）を領した。代々岡山藩家老。明治39年（1906年）博愛が男爵に叙され華族となる。庶子は森寺氏や森氏を称す。

## 略歴
寛政4年（1792年）2月28日、岡山藩家老池田博道の嫡男博教の庶長子として備前岡山内山下本邸に誕生。表向きは祖父博道の末子とされ「森榮之進」と名乗る。母は側室遠山氏。
文化元年（1804年）9月に「池田榮馬方智」と名前を改める。
文化3年（1806年）8月20日に実父（表向きは兄）で建部池田家当主の博教が急死し、嫡子の弁之進（博忠）が幼いことから、中継養子（看抱、看抱養子とも言う。家督を継ぐべき子供が幼い場合に、親族が成長するまで当主を代行すること）として11月9日に家督と知行1万石を相続し家老となる。同日、火消代番。
文化4年（1807年）5月24日、初めて藩主斉政に拝謁して家督相続の御礼を言上した。文化5年（1808年）8月、火消代番を免じられる。
文政3年（1820年）2月9日、病により家督を養子の博忠に譲り、西川下邸に隠居した。
天保12年（1841年）8月13日、岡山内山下本邸で死去。享年50。岡山小橋町國清寺に葬られた。

## 系譜
- 父：池田博教（1772-1806）
- 母：遠山氏
- 側室：太田氏
  - 長男：池田方直（1821-1849）
- 養子
  - 嫡男：池田博忠（1803-1862）